# Cima della Crocetta
Il Cima della Crocetta (2.830 m s.l.m.) è una vetta delle Alpi Graie.
Si trova in provincia di Torino lungo lo spartiacque tra la val Grande di Lanzo e la valle Orco e ricade nei territori comunali di Groscavallo e di Ceresole Reale.

## Descrizione
La montagna si trova poco a nord-est del colle della Crocetta (2.640 m), che la separa dal monte Morion. 
A nord-est una insellatura alla quota di circa 2.750 metri la divide al monte Bellagarda, mentre verso sud dalla Cima della Crocetta si dirama un costolone che separa tra loro il vallone di Unghiasse (a est) da quello del rio Vercellina, costolone che dopo essersi abbassato al colle della Terra (2.721 m) risale alla punta Fertà (2.780 m) e scende poi su Pialpetta.
Non molto lontano della montagna sono situati il lago Vercellina (2484 m, ad ovest) e il Lago della Fertà, alla testata del vallone di Unghiasse.
La cima è un buon punto panoramico e offre una bella vista di Ceresole Reale e del sul suo lago.

## Accesso alla cima

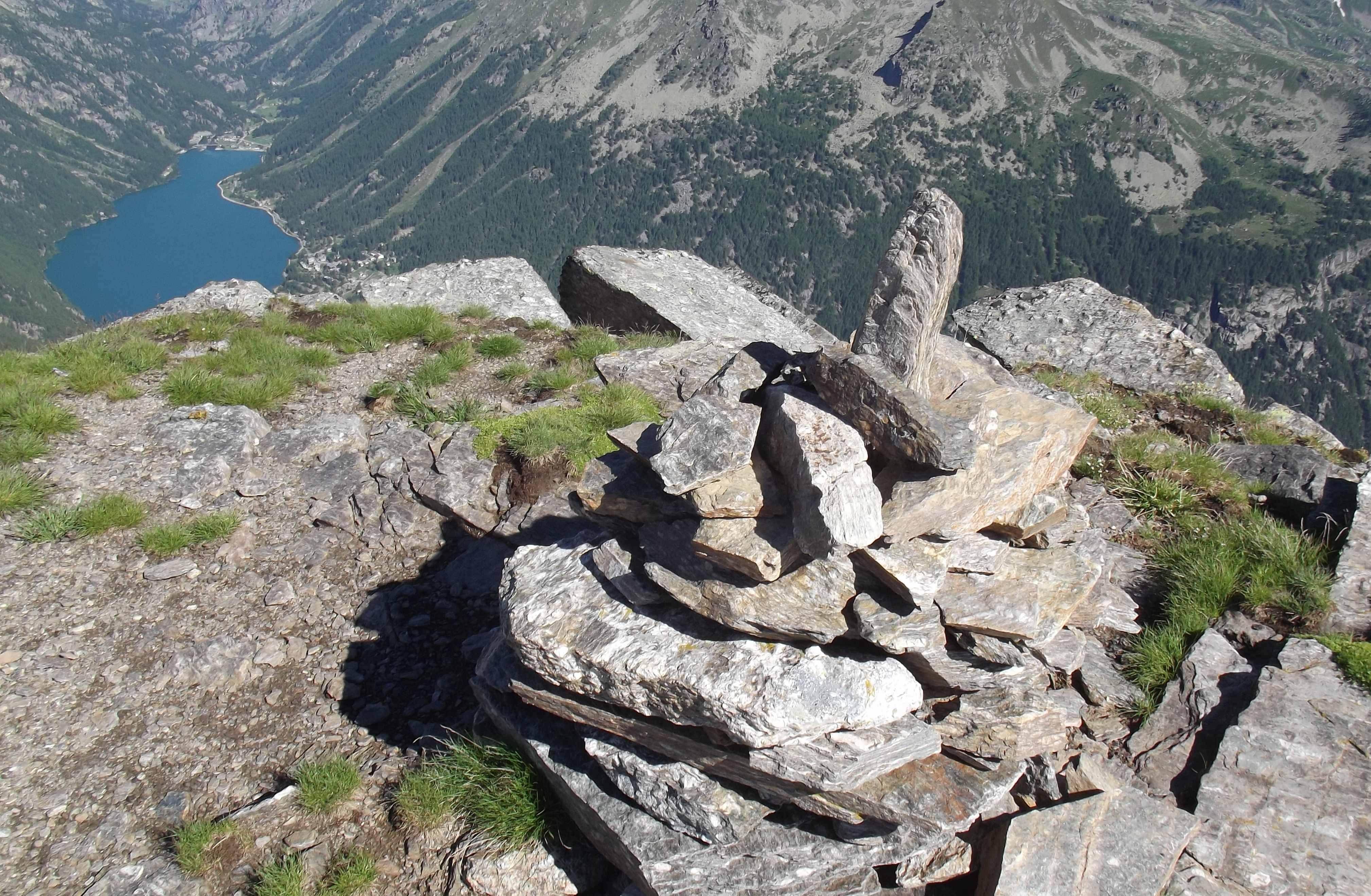
La cima della montagna e il lago di Ceresole.

La punta può essere raggiunta con partenza dalla frazione Rivotti (Groscavallo) seguendo il tracciato della GTA fino al colle della Crocetta. Di qui sempre per sentiero si raggiunge con un traverso il colle della Terra (2.723 m), da dove per tracce si giunge alla cima risalendone la cresta sud.
Al colle dalla Crocetta si può anche salire da Ceresole Reale (sempre per il tracciato GTA).